# Сент-Катрин (Па-де-Кале)
Сент-Катрин (фр. Sainte-Catherine) (неофициально - Сент-Катрин-лез-Аррас (фр. Sainte-Catherine-lès-Arras) — коммуна во Франции, регион О-де-Франс, департамент Па-де-Кале, округ Аррас, кантон Аррас-1. Пригород Арраса, расположен в 2 км к северо-западу от центра города, на левом берегу реки Скарп.
Население (2018) — 3 503 человека.

## Достопримечательности
- Церковь Нотр-Дам конца XX века

## Экономика
Структура занятости населения:
- сельское хозяйство — 0,4 %
- промышленность — 10,3 %
- строительство — 11,7 %
- торговля, транспорт и сфера услуг — 40,4 %
- государственные и муниципальные службы — 37,3 %

Уровень безработицы (2017) — 9,0 % (Франция в целом — 13,4 %, департамент Па-де-Кале — 17,2 %). 

Среднегодовой доход на 1 человека, евро (2017) — 24 500 (Франция в целом — 21 110, департамент Па-де-Кале — 18 610).

## Демография
Динамика численности населения, чел.

## Администрация
Пост мэра Сент-Катрин с 2014 года возглавляет Ален ван Гелдер (Alain Van Ghelder). На муниципальных выборах 2020 года возглавляемый им правый список был единственным.
| Период | Период | Фамилия         | Партия        | Примечания |
| ------ | ------ | --------------- | ------------- | ---------- |
| 1986   | 2014   | Андре Бузиге    | Разные правые |            |
| 2014   |        | Ален ван Гелдер | Разные правые | пенсионер  |

## Галерея

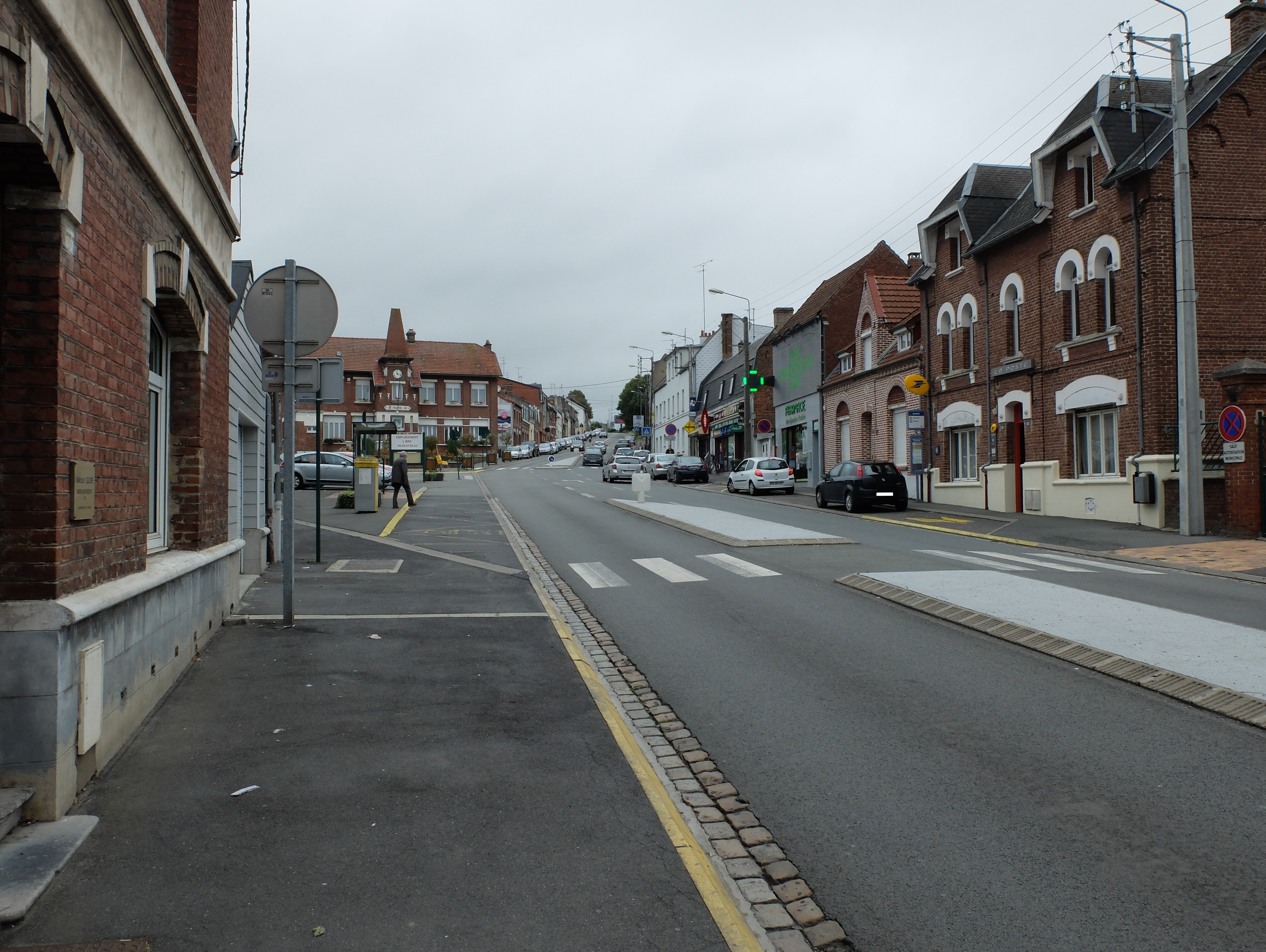
Площадь Республики
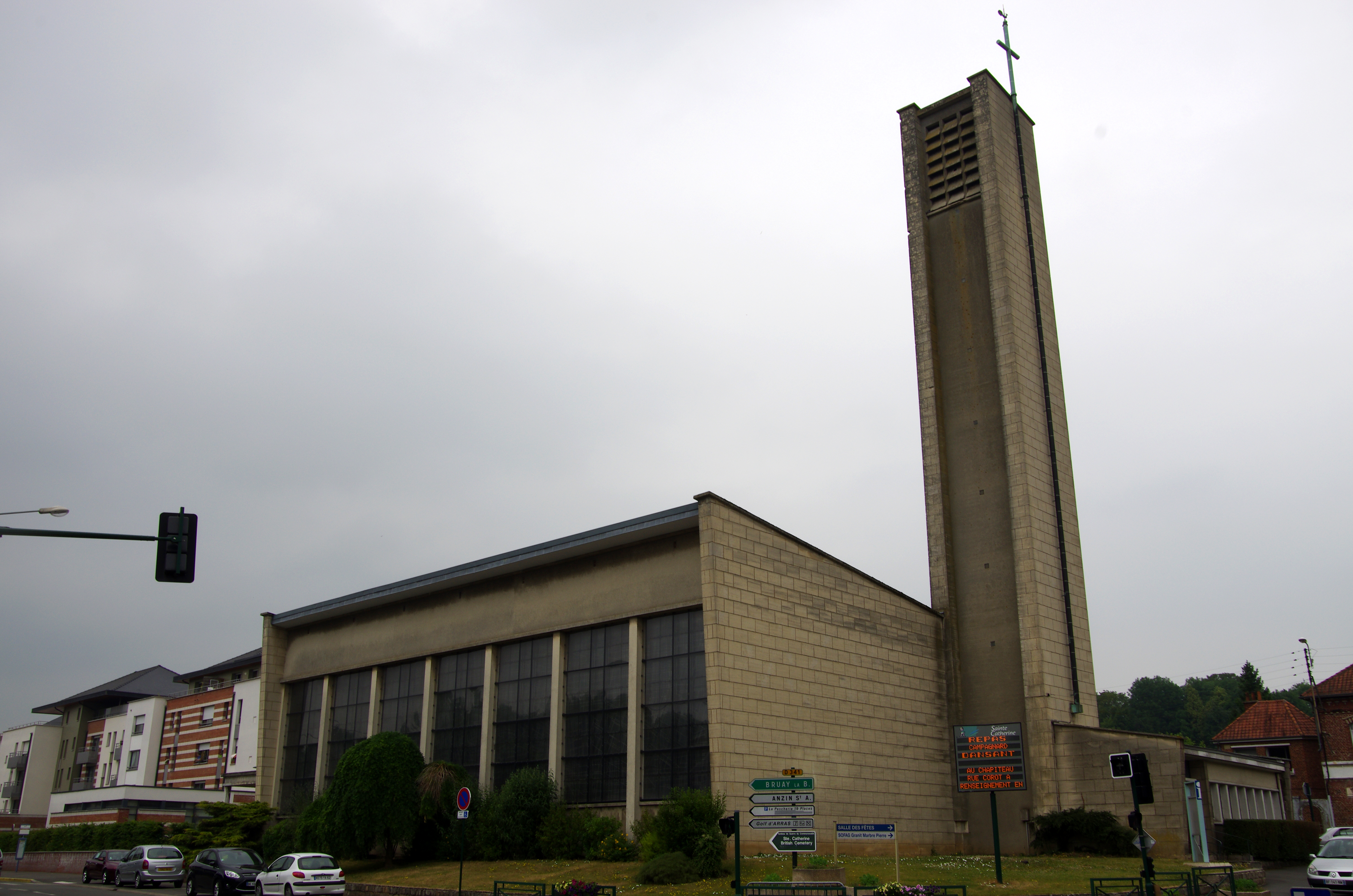
Церковь Нотр-Дам

1. 1 2  база данных о французских коммунах — Национальный географический институт Франции, 2015.